# Fishbowl (Diskussionsmethode)

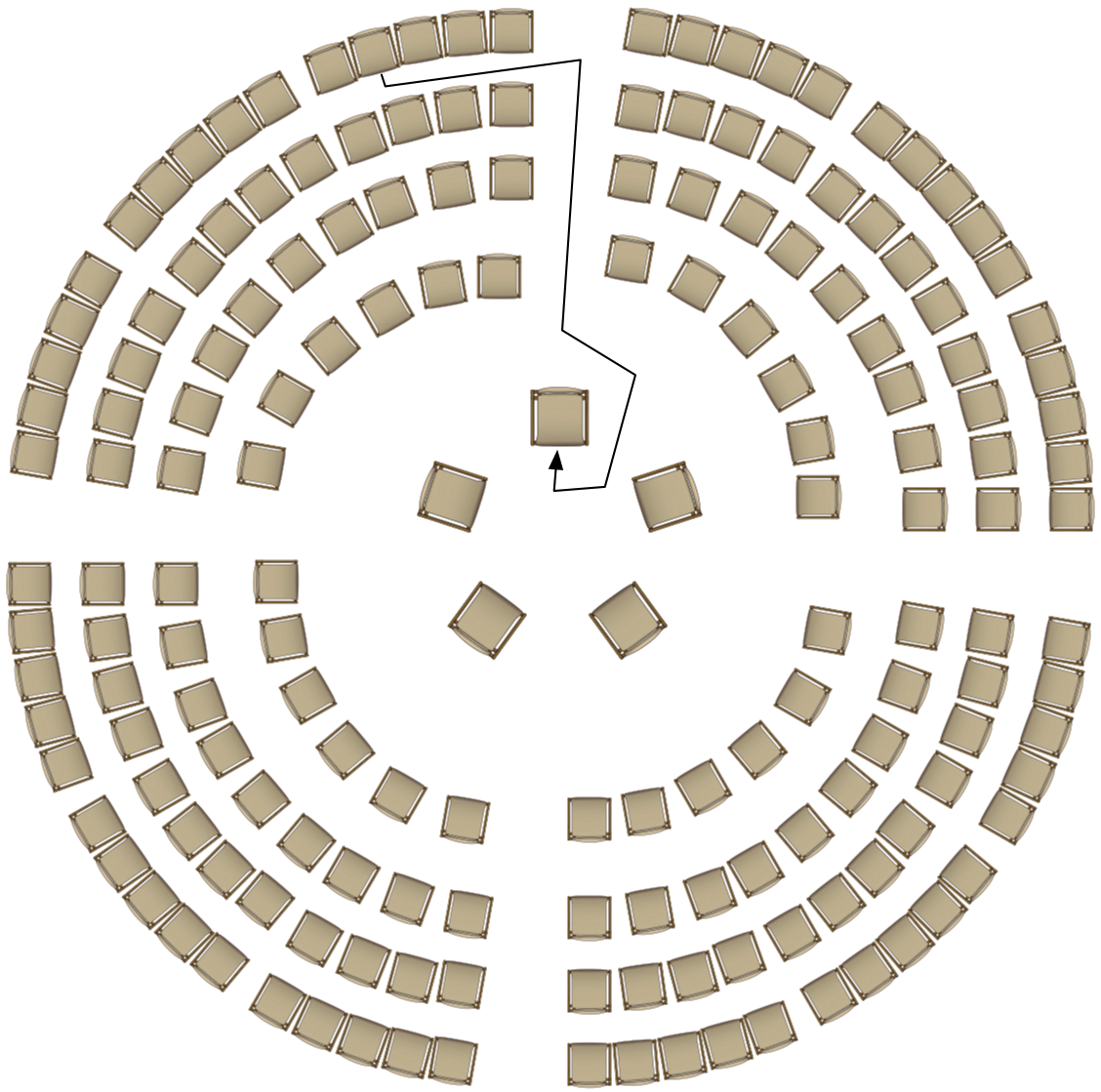
Fishbowl-Methode

Fishbowl (auch Innen-/Außenkreis-Methode) ist eine Methode der Diskussionsführung in großen Gruppen. Die Methode hat ihren Namen nach der Sitzordnung: Sie gleicht einem Goldfischglas, um das die Teilnehmer im Kreis herumsitzen. 

## Ablauf eines Fishbowls
Bei der Fishbowl-Methode diskutiert eine kleine Gruppe von Teilnehmern im Innenkreis (im „Goldfisch-Glas“) das Thema, während die übrigen Teilnehmer in einem Außenkreis die Diskussion beobachten. 
Möchte ein Teilnehmer aus dem Außenkreis zur Diskussion beitragen, gibt es verschiedene Formen:
Bei der Methode mit dem „Gast-Stuhl“ steht im Innenkreis ein freier Stuhl. Ein Teilnehmer aus dem Außenkreis kann darauf Platz nehmen und mitdiskutieren, bis er alles gesagt hat oder bis ein weiterer Teilnehmer aus dem Außenkreis auf dem Gast-Stuhl Platz nehmen will. Oder ein Teilnehmer aus dem Innenkreis kann seinen Platz freimachen, um einem Teilnehmer aus dem Außenkreis die Mitarbeit im Innenkreis zu ermöglichen.
In einer anderen Form der Methode dürfen Teilnehmer aus dem Außenkreis ein Mitglied des Innenkreises „abklopfen“. Dieses darf dann noch seinen Satz fertig sprechen und macht dann seinen Platz für den Teilnehmer aus dem Außenkreis frei. Diese Form erfordert eine hohe Achtsamkeit und soziale Kompetenz der Teilnehmer, weil alle gleichermaßen den Ablauf steuern müssen.
Oft wird der Ablauf durch einen Moderator unterstützt. Die Arbeit des Innenkreises kann am Ende mit der gesamten Gruppe besprochen werden.

## Regeln
- Der freie Stuhl im Diskussionskreis darf von jedem Teilnehmer solange besetzt werden, bis er seinen Beitrag geleistet hat oder ein anderer Teilnehmer einen Beitrag leisten möchte.
- Teilnehmer im inneren Kreis dürfen diesen jederzeit verlassen.
- Seitengespräche sind zu vermeiden.

## Vorteile gegenüber Plenumsdiskussionen
Wie bei der Podiumsdiskussion ist die Diskussionsrunde überschaubar, da immer nur eine kleine Anzahl von Teilnehmern gleichzeitig diskutieren kann. Themen werden dadurch fokussiert und verdichtet. 
Vorteil der Fishbowl-Methode ist es, dass Mitglieder, die sonst in einer großen Gruppe nicht zu Wort kommen, jederzeit in den Innenkreis wechseln und ihre Meinung äußern und aktiv mitdiskutieren können. Dadurch und durch die Sitzordnung im Kreis entsteht eine hohe Identifikation aller Teilnehmer mit der Arbeit am Thema. Ein Teilnehmer, der keine Lust mehr hat, aktiv mitzudiskutieren, kann einfach aussteigen und von außen zuhören. Dadurch bleibt die Diskussion aktiv und verliert sich weniger in Sackgassen.
Die Methode bietet unterschiedlich starken Teilnehmern ausgeglichenere Chancen, ihre Erfahrungen und Ideen einzubringen. Förderliche und hinderliche Dominanzverhältnisse werden durch den Ablauf der Platzwechsel sichtbar.
Im inneren Kreis ist auch eine gruppendynamische Spiegelwirkung beobachtbar: Themen im Außenkreis werden intuitiv im Innenkreis behandelt – auch dann, wenn kein Vertreter des Außenkreises in den Innenkreis wechselt.